# Relaciones Haití-Taiwán
Las relaciones Haití-Taiwán, o relaciones República de China-Haití, se refieren a las relaciones bilaterales entre la República de Haití y la República de China (Taiwán). Haití tiene una embajada en Taipéi y Taiwán tiene una embajada en Puerto Príncipe.

## Historia
Haití reconoció a la República de China (Taiwán) sobre la República Popular China (China) el 25 de abril de 1956 como la única potencia soberana de "China" y desde entonces ha mantenido relaciones diplomáticas formales con la RDC.
Haití es una de las 14 naciones que reconocen oficialmente a la República de China. El Tratado de Amistad Sino-Haitiano se firmó el 15 de febrero de 1966.
En 2018, la República Dominicana optó por reconocer a la República Popular de China (RPC) en lugar de a la República de China (RDC), lo que despertó un mayor interés en Haití entre los gobiernos de Taiwán y China. En 1993, la RPC abrió una oficina comercial en Haití para iniciar el proceso de formalización de las relaciones diplomáticas, pero no se concretó. La República de China, en un intento por mantener las relaciones, ofreció US$150 millones a Haití para el desarrollo de redes eléctricas rurales, tras la destrucción de gran parte de la infraestructura en el terremoto de Haití de 2010.

## Defensa y Seguridad
Taiwán ha sido hasta ahora el mayor donante internacional a la FAd'H. Se donaron 100 equipos de protección y 100 rifles T-91 durante la visita de la expresidenta taiwanesa Tsai Ing-wen a Puerto Príncipe en 2019.
En agosto de 2024, se donaron 100 de un total de 400 kits de protección personal a las Fuerzas Armadas de Haití a través de la Embajada de Taiwán. El embajador saliente, Wen-Jiann Ku, reiteró que Taiwán ha apoyado a las Fuerzas Armadas de Haití desde su removilización. « Taiwán fue el primer y único proveedor del ejército », declaró en una entrevista con Le Nouvelliste el 2 de septiembre de 2024. Ku también mostró su satisfacción con la disposición de otros socios internacionales a apoyar, abastecer y colaborar con las Fuerzas Armadas. « Tras conversaciones con las autoridades, Taiwán proporcionará más equipo al ejército, que ya está en camino para su entrega a Haití», afirmó, confirmando que ya se encuentra en camino equipo militar adicional. Taiwán donó los otros 300 kits a la Policía Nacional de Haití. También donó Humvees a la policía fronteriza.

## Visitas bilaterales
El 28 de mayo de 2018, el presidente haitiano Jovenel Moise visitó Taiwán tras el anuncio de la República Dominicana de romper relaciones con Taiwán. Tsai Ing-wen y Moise hablaron sobre la ayuda al desarrollo de Haití y el mantenimiento de las relaciones con Tsai, afirmando: «Aunque Taiwán y Haití están separados por una gran distancia geográfica, ambos comparten valores democráticos y de libertad. En muchos ámbitos, ambas partes han visto los resultados de una profunda y duradera colaboración».